# Less Significant Institutions
Less Significant Institutions (LSI) sind für die Zwecke der Bankenaufsicht eine Kategorie kleinerer und mittelgroßer, damit im Gesamtbild weniger bedeutender Kreditinstitute. LSI werden im Rahmen des einheitlichen europäischen Bankenaufsichtsmechanismus (single supervisory mechanism (SSM)) durch die jeweilige nationale Bankenaufsichtsbehörde beaufsichtigt. Die Tätigkeit der nationalen Bankenaufsicht unterliegt der Überwachung durch die Europäische Zentralbank (EZB). Die EZB berichtet regelmäßig über die Beaufsichtigung von LSI in der EU.
Im Rahmen der bankaufsichtlichen Überwachung werden auch für diese Kreditinstitute Stresstests durchgeführt, um ihre Fähigkeit festzustellen, auch in wirtschaftlichen Krisen zu bestehen.